# Brud

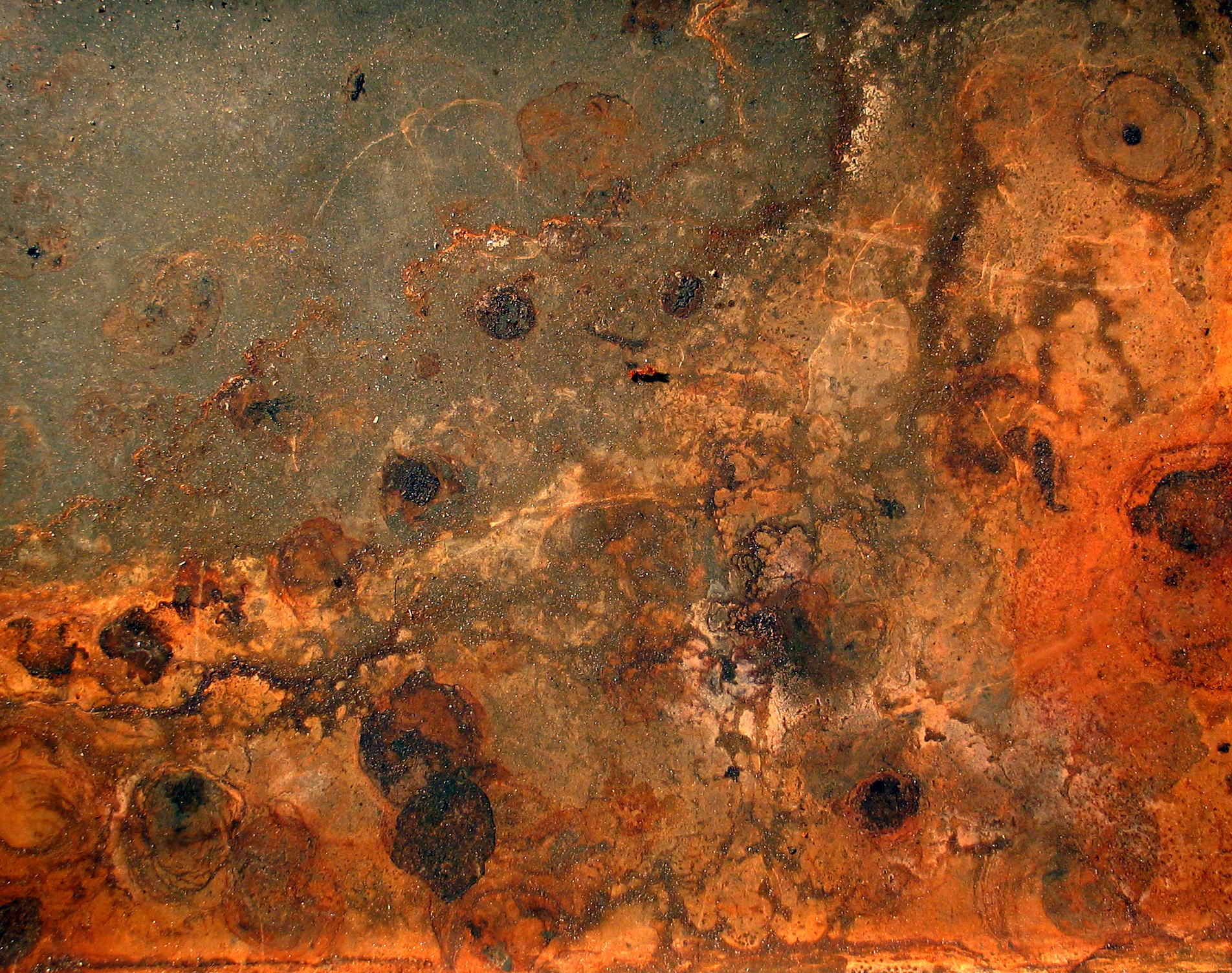
Brud w powiększeniu

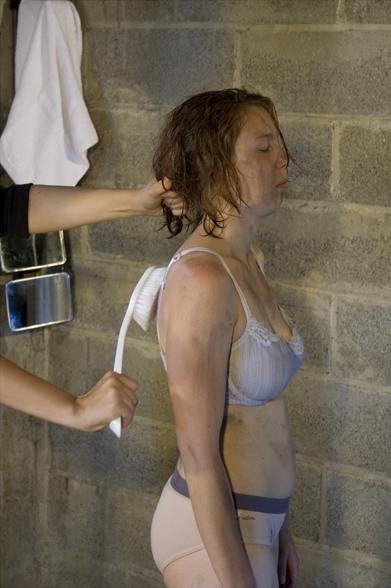
Czasami aby zmyć z ciała silnie przylegający brud należy użyć specjalnej szczotki.

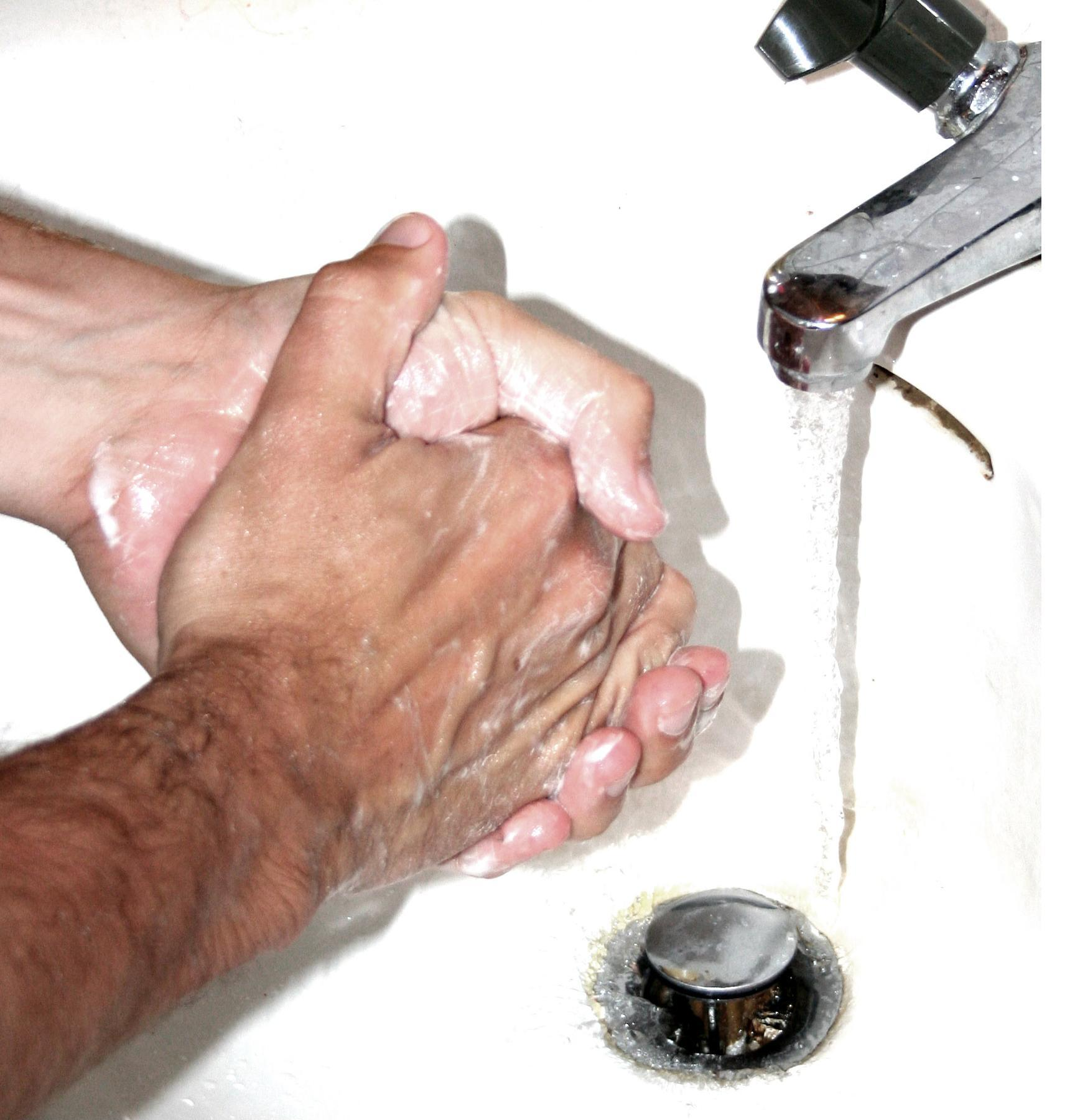
Częste mycie rąk jest jednym z najczęstszych objawów zaburzenia obsesyjno-kompulsyjnego.

Brud – ogólne określenie wszelkiego rodzaju zanieczyszczeń osiadłych na jakiejkolwiek powierzchni.
Brud gromadzący się na ciele człowieka zwykle jest mieszaniną sadzy, krzemionki (SiO2), soli mineralnych oraz substancji pylistych. Cząstki te zlepione są pozostałościami potu (głównie tłuszczami i białkami).
Obecnie, jednym ze szczególnie brudnych przedmiotów codziennego użytku jest klawiatura komputerowa – na jej powierzchni zwykle gromadzi się 70 razy więcej bakterii niż na desce klozetowej.

## Walka z brudem (czyszczenie, sprzątanie i mycie)
Podstawowymi działaniami mającymi na celu pozbycie się brudu są zamiatanie, czyszczenie i mycie przedmiotów, ludzi i zwierząt lub remont obiektów i pomieszczeń, które uważa się za brudne lub niedostatecznie czyste. Często używa się do tego celu wody, specjalnych środków, które pomagają rozpuścić brud (mydła, alkohole, rozpuszczalniki) i innych specjalistycznych narzędzi (odkurzacze, szczotki, pędzle, szmaty, ręczniki, szczoteczki do zębów).
W przedsięwzięciach komercyjnych (np. w restauracjach) brud i zanieczyszczenia sprawiają zwykle bardzo złe wrażenie i mogą odstraszać potencjalnych klientów. Także przepisy sanitarne i BHP wymagają aby w tego typu pomieszczeniach panowała odpowiednia czystość i porządek. Według Johna B. Hutchingsa, ogólnie zanieczyszczenia można sklasyfikować jako tymczasowe, stałe, bądź celowe. Zanieczyszczenia tymczasowe to takie, który powstają przy normalnej działalności i użytkowaniu i mogą być usunięte przez zwykłe, codzienne sprzątanie. Zanieczyszczenia stałe to takie uszkodzenia fizyczne lub brudne plamy, które aby je usunąć wymagają poważniejszej renowacji przedmiotów lub remontu obiektów. Brud celowy to takie "zanieczyszczenie", które wynika z decyzji projektowych, takich jak brudno wyglądający wystrój, który można osiągnąć przez zastosowanie koloru żółtego, szarego lub wystroju w stylu grunge (zwykle jednak taki wystrój nie jest oparty na prawdziwym brudzie ale ma tylko sprawiać "brudne" wrażenie podczas gdy w rzeczywistości utrzymywana jest niezbędna i wymagana odpowiednimi przepisami czystość).

## Brud a zdrowie
Uważa się, że współczesne społeczeństwo jest zbyt czyste. Brak kontaktu z mikroorganizmami zawartymi w brudzie w okresie dorastania jest hipotetyczną przyczyną epidemii różnych alergii, takich jak astma. Układ odpornościowy człowieka wymaga pobudzenia i ciągłych ćwiczeń w celu prawidłowego funkcjonowania i można to łatwo osiągnąć przy jego zetknięciu z brudem. Na przykład obecność  na powierzchni skóry bakterii z rodziny gronkowców reguluje stan zapalny w przypadku jej uszkodzenia.
Ludzie i zwierzęta czasami intencjonalnie spożywają brud. Może to być spowodowane niedoborem minerałów co jest częstym zjawiskiem u kobiet w ciąży.

## Nerwice związane z brudem
Niektórzy ludzie mogą mieć obsesje i zaburzenie obsesyjno-kompulsyjne związane z brudem, np. fantazje związane z jedzeniem brudnego ciastka. Może to mieć podłoże genetyczne, jako że uczucie obrzydzenia jest jedną z podstawowych emocji a miejsce jego powstawania lokuje się w mózgu.